# زمین‌لرزه ۲۰۱۶ کوماموتو
زمین‌لرزه کوماموتو ۲۰۱۶ (انگلیسی: 2016 Kumamoto earthquakes) یک زلزله به بزرگی ۷٫۰ مقیاس بزرگای گشتاوری بود که در کوماموتو ژاپن رخ داد.
دو زمین لرزه به بزرگی ۶٫۲ و ۷ گشتاوری به ترتیب در ساعت ۲۱:۲۶ و ۲۲:۳۰ دقیقه شب ۱۴ آوریل ۲۰۱۶ در شرق شهر کوماموتو در جزیره کیوشو و در ۱۱ کیلومتر عمق زمین روی داد.